# 辟雍
辟雍（へきよう、bi-yung）は、西周時代から設けられた中国の高等教育機関。璧雍・辟廱とも書く。

## 概要
礼記王制に「天子命之教然後為學。小學在公宮南之左、大學在郊。天子曰辟廱、諸侯曰頖宮」とあるように、辟雍は天子が命じてつくらせた学校である。詩経の魯頌泮宮の毛伝鄭箋に「築土雝（雍）水之外，圓如璧，四方来觀者均也」というように、四方に水を雍（たくわ）え、全体の形が辟（かべ）のようであることから辟雍と名付けられたと考えられる。
辟雍の所在地については古来議論がある。後漢の鄭玄は『駁五経異義』で、それは都の西の郊外にあり明堂・宗廟とは全く別物であると主張し、魏晋時代の袁準はこの意見を支持している。これに対し後漢の蔡邕は『明堂月令論』に『大戴礼記』正徳篇にある「取其正室之貌，則曰太廟。取其堂，則曰明堂。取其四門之學，則曰太學。取其水周圓璧，則曰辟廱。」という記載を引いて、名は異なるが明堂・宗廟を指していると主張し、この意見は盧植や穎子容が支持していた。孫詒譲は宋の鄭鍔のいう「辟雍とは水を周りにめぐらした土地の中央にあった学校を呼び、周の制度では辟雍の南に置いていたものを成均と呼び、有虞氏や虞氏の制度では北に置いたものを上庠とし、夏の制度では東に置いたものを東序とし、殷の制度では西に置いたものを瞽宗とした」という説を引き、それらの学校を五学（太学）といい、辟雍はもっとも尊ばれていると考えた。また蔡邕はその著の『独断』に「天子曰辟雍、謂流水四面如璧、以節観者、諸侯曰頖宮、頖言半也、義亦如上」と述べ、辟雍とは天子の学校で池を丸く掘って中央に堂を造ったもので、これは射る時に見物人が押し寄せないようにするためだ、頖宮とは諸侯のための学校で池を半月の形に掘り、その内側に堂を建てたもので辟雍を半分にしたものだ、と説明している。この説はにわかに信じられない、と伊藤東涯は判断した。
辟雍は周の王制では饗礼・射礼・養老礼などの儀式をおこなう場所であり、教化のための施設であった。漢では武帝が太学と辟雍を設けたとされ、それ以後は歴代の王朝が踏襲した。